# Grammodes flavifascia
Grammodes flavifascia là một loài bướm đêm trong họ Erebidae.